# Alexandre Vilalta i Faura
Alexandre Vilalta i Faura, spanisch auch Alejandro Vilalta Faura, (* 29. November 1905 in Barcelona; † 24. Mai 1984 in Torreón) war ein katalanisch-mexikanischer klassischer Pianist, der infolge des Spanischen Bürgerkrieges über Frankreich, Süd- und Nordamerika 1953 schließlich ins mexikanische Torreón ins Exil ging und sich dort endgültig etablierte. Durch diese Exilsituation war er in Europa nahezu unbekannt geworden. Vilalta war der Sohn des katalanischen Komponisten und Pianisten Emili Vilalta. Alexandre Vilalta wird der Katalanischen Pianistenschule zugerechnet.

## Leben und Werk
Alexandre Vilalta erhielt ersten Musik- und Klavierunterricht von seinem Vater Emili Vilalta, einem Schüler des Komponisten und Pianisten Isaac Albéniz. Im Alter von sechs Jahren debütierte er bei einem Privatkonzert im Hause von Apel·les Mestres. Carles Gumersind Vidiella bot ihm daraufhin kostenfreien Klavierunterricht an, ein Angebot, das er bis zu Vidiellas Tod im Oktober 1915 gerne annahm. Daraufhin schrieb er sich am Conservatori Municipal de Música de Barcelona ein und studierte bei Carlos Pellicer Klavier. Mit 14 Jahren schloss er diese Ausbildung mit Auszeichnung ab. Er absolvierte Aufbaustudien bei Frank Marshall an dessen Akademie und entwickelte sich zu einem virtuosen Pianisten.
Mit nur 20 Jahren wurde er eingeladen, den bekannten Geiger Joan Manén bei 60 Konzerten auf seiner Spanien-Tournee zu begleiten. Besonders bei kammermusikalischen Veranstaltungen und als Klavierbegleiter erwarb er sich einen herausragenden Ruf.  Er wirkte bei großen Sinfoniekonzerten mit, die unter anderem von Persönlichkeiten wie Manuel de Falla (1926), Igor Strawinsky (1934), Pau Casals und von Ricard Lamote de Grignon geleitet wurden und bei denen namhafte Künstler wie der Geiger Fritz Kreisler und Francesc Costa sowie die Cellisten Pierre Fournier, Gaspar Cassadó und Maurice Maréchal mitwirkten. Das Duo Costa–Vilalta galt in den 1920er und 1930er Jahren als feste Institution in der Barceloneser Kammermusikszene. In den 1930er Jahren unterhielt Alexandre Vilalta eine eigene Musikakademie in Barcelona.
Während des Spanischen Bürgerkrieges wurde Vilalta von der Katalanischen Regierung zum Kulturbotschafter berufen. In dieser Funktion gab er Konzerte in England, Belgien, Holland und Frankreich. 1937 gab er Konzerte anlässlich der „kleinen Weltausstellung in Paris“, auf der im spanischen Salon Pablo Picassos Anti-Kriegsbild „Guernica“ erstmals der Öffentlichkeit präsentiert wurde. Nach dem sich abzeichnenden Sieg der Franquisten ging Vilalta nicht nach Katalonien zurück. Er ging zunächst nach Frankreich ins Exil und reiste 1938 mit der Sängerin Conxita Badia auf einer Konzerttournee durch Brasilien und Argentinien. Später setzte er seine Karriere als Pianist bei dem sich ebenfalls im Exil befindenden Manuel de Falla in Buenos Aires und als Solist in Uruguay, Chile, Peru, Panama, Venezuela und Mexiko fort. Nach Ende des Krieges 1939 entschied sich Vilalta, im Exil zu bleiben. Er gab sein Debüt in der Carnegie Hall in New York und gab mehr als sechs Jahre lang Konzerte in den Vereinigten Staaten. 1947 kehrte er nach Mexiko zurück und gab mit einem Sinfonieorchester unter der Leitung von Raúl Lavista zahlreiche Konzerte in Mexiko-Stadt. Nach einer neuen USA-Tournee ließ sich Vilalta 1953 schließlich in Torréon im mexikanischen Bundesstaat Coahuila endgültig nieder. In dieser Stadt gründete und leitete er den Kulturverein „Patronato Lagunero Pro Arte y Cultura“. Dieser Verein organisierte Konzerte mit Künstlern wie dem Pianisten Alexander Slobodyanik, dem Flötisten Jean-Pierre Rampal sowie dem Geiger Wiktor Tretjakow, die die Stadt in Kulturkreisen weltweit bekannt machten. Vilalta leitete unter anderem auch die Chöre des „Colegio La Luz“ und des „Instituto Francés de la Laguna“ in Torreón.
Vilaltas Klaviertechnik wurde als nahezu perfekt qualifiziert. Xavier Montsalvatge beschrieb ihn als idealen Klavierbegleiter im Umfeld der Kammermusik. Sein Vortrag zeichnete sich durch eine überaus hohe Sensibilität aus.
Als Komponist wird Alexandre Vilalta die Sardana „Borges Blanques“ zugeschrieben.
Alexandre Vilalta starb am 24. Mai 1984 im Alter von 78 Jahren in Torreón mitten in der Vorbereitung einer Konzertserie für das mexikanische Fernsehen. Er wurde im „Pantheon Jardines del Carmen“ von Torreón beigesetzt.